# 尼古拉斯·基弗
尼古拉斯·基弗（Nicolas Kiefer，1977年7月5日—），是一位德國職業網球運動員。於1995年轉為職業選手。他的母親是一位法國人。在2004年夏季奥林匹克运动会上，他和他的搭檔萊納·舒特勒合作拿下男子雙打賽事的銀牌。單打世界最高排名達第四位。

## 外部連結
- 官方网站 （德文）
- 尼古拉斯·基弗（英文/西班牙文）的官方資料
- 尼古拉斯·基弗的國際網球總會 職業／青少年 官方資料（英文）
- 尼古拉斯·基弗的官方資料（英文）